# ジャンフランコ・ガッザーナ＝プリアロッジア (サウロ級潜水艦)
ジャンフランコ・ガッザーナ＝プリアロッジア（イタリア語：Gianfranco Gazzana-Priaroggia, S 525）は、イタリア海軍のサウロ級潜水艦8番艦でサウロ級第4シリーズに分類される。艦名は第二次世界大戦期の潜水艦艦長ジャンフランコ・ガッザーナ＝プリアロッジア海軍少佐に由来する。

## 艦歴
「ジャンフランコ・ガッザーナ＝プリアロッジア」は、フィンカンティエリモンファルコーネ造船所で建造され1992年11月12日に起工、1993年6月26日に進水、1995年6月12日に就役する。
本艦は第3シリーズと比較して最先端機器やシステムを導入している。特に大きな変更点は遮音タイルを装着し、これにより静粛性が向上している。1999年から2002年にかけてターラントにおいて戦闘システムの近代化改修工事を受ける。